# 레드미 패드
레드미 패드(영어: Redmi Pad)는 샤오미가 디자인, 마케팅, 제조한 안드로이드 태블릿 컴퓨터이다. 이 태블릿 컴퓨터는 2022년 10월 4일에 발표되었고, 2022년 10월 5일에 출시되었다.